# Rafael Iriarte (rugbista)
Rafael Iriarte (Argentina, 24 de marzo de 2000) es un jugador profesional argentino de rugby que se desempeña en la posición de medio scrum en Selknam Rugby, equipo perteneciente a la liga Super Rugby Américas.

## Carrera
Iriarte comenzó su carrera deportiva con el equipo Club Universitario de Buenos Aires. En 2023 se unió a Pampas, en 2024 pasó a Selknam Rugby, disputando su segunda temporada en la Super Rugby Américas.